# Avrättningarna i Nürnberg
Avrättningarna i Nürnberg avser de hängningar som verkställdes i Nürnberg den 16 oktober 1946. Tio högt uppsatta politiker och militärer i Nazityskland, vilka hade dömts till döden vid Nürnbergprocessen, avrättades under småtimmarna. De avrättades i följande ordning: Joachim von Ribbentrop, Wilhelm Keitel, Ernst Kaltenbrunner, Alfred Rosenberg, Hans Frank, Wilhelm Frick, Julius Streicher, Fritz Sauckel, Alfred Jodl och Arthur Seyss-Inquart. Även Hermann Göring hade dömts till döden, men han begick självmord omkring två och en halv timme innan avrättningarna skulle inledas. Martin Bormann dömdes till döden in absentia, men det visade sig senare att han hade dött i slutstriden om Berlin.
Hängningarna utfördes i Nürnbergfängelsets gymnastiksal av sergeant John C. Woods och hans medhjälpare, militärpolisen Joseph Malta. Woods kan dock ha missbedömt längden på repen som användes vid avrättningarna, då några av de till döden dömda inte dog snabbt av bruten nacke utan långsamt ströps till döds. Enligt uppgift skall det ha tagit tio minuter för Ribbentrop att dö, 18 minuter för Jodl och 24 minuter för Keitel. Därutöver var falluckan för liten, vilket ledde till att flera av de dödsdömda fick skallskador när de slog i falluckans kanter.
Efter avrättningarna fotograferades kropparna, även Görings. Senare samma dag transporterades de elva kropparna till ett hus vid Heilmanstrasse i München-Solln, som amerikanska armén hade använt som bårhus. Allierade myndigheter inspekterade kropparna, varefter dessa kremerades. Askan ströddes i den närbelägna bäcken Conwentzbach, ett biflöde till Isar.

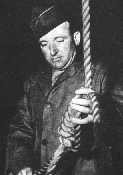
Skarprättaren John C. Woods.
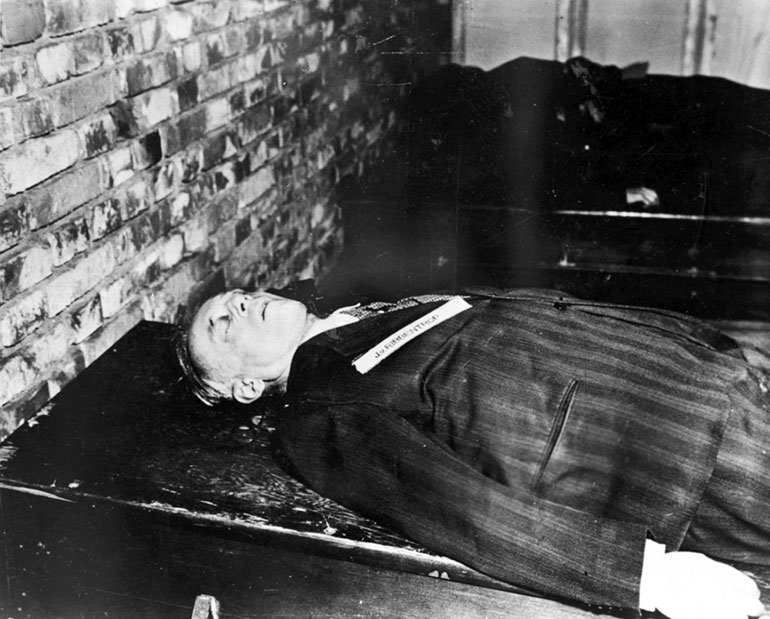
Joachim von Ribbentrop.
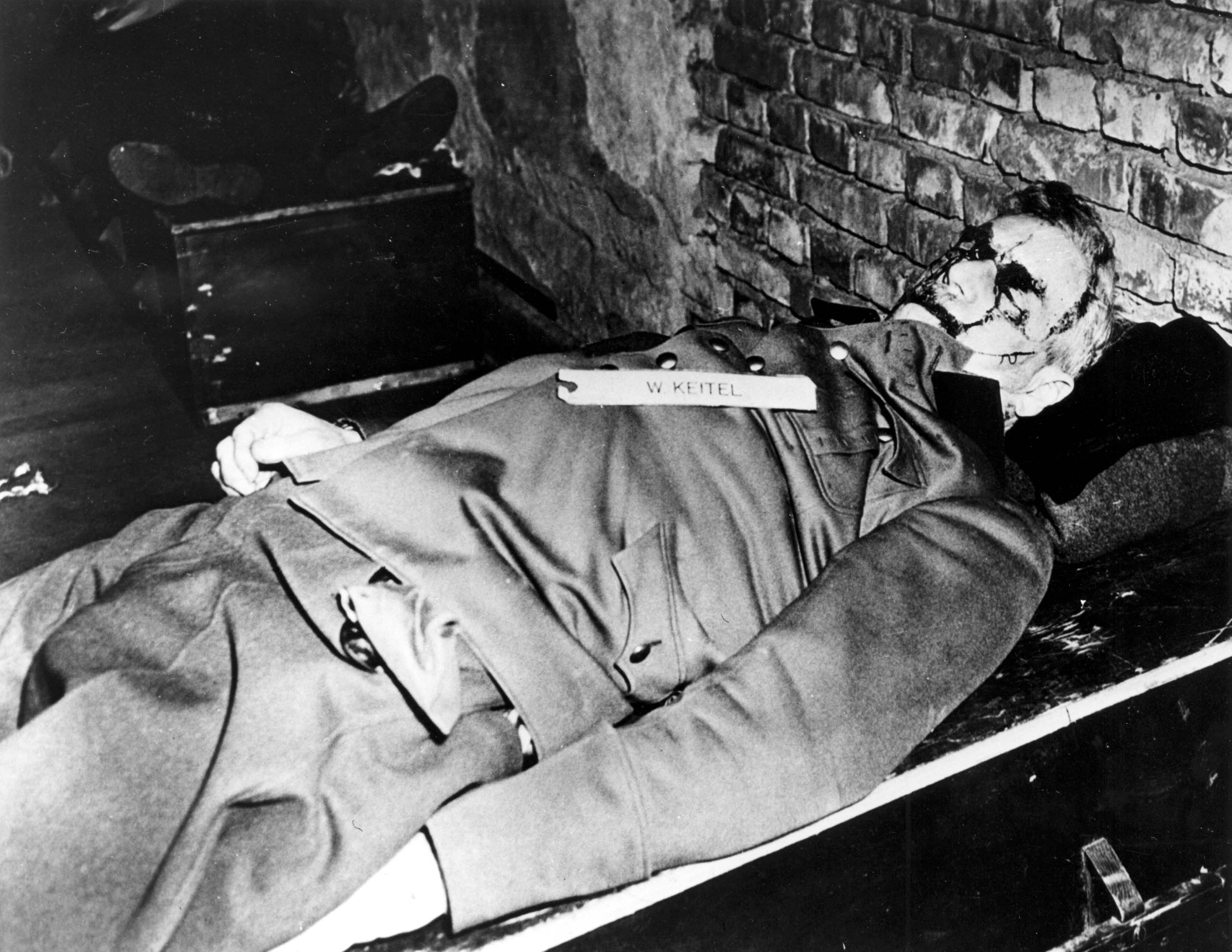
Wilhelm Keitel.
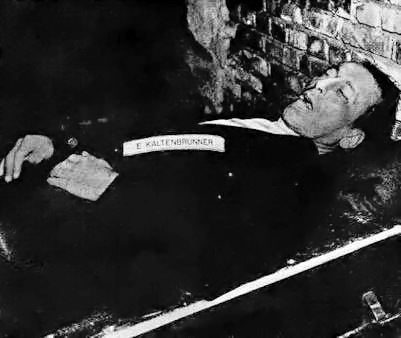
Ernst Kaltenbrunner.
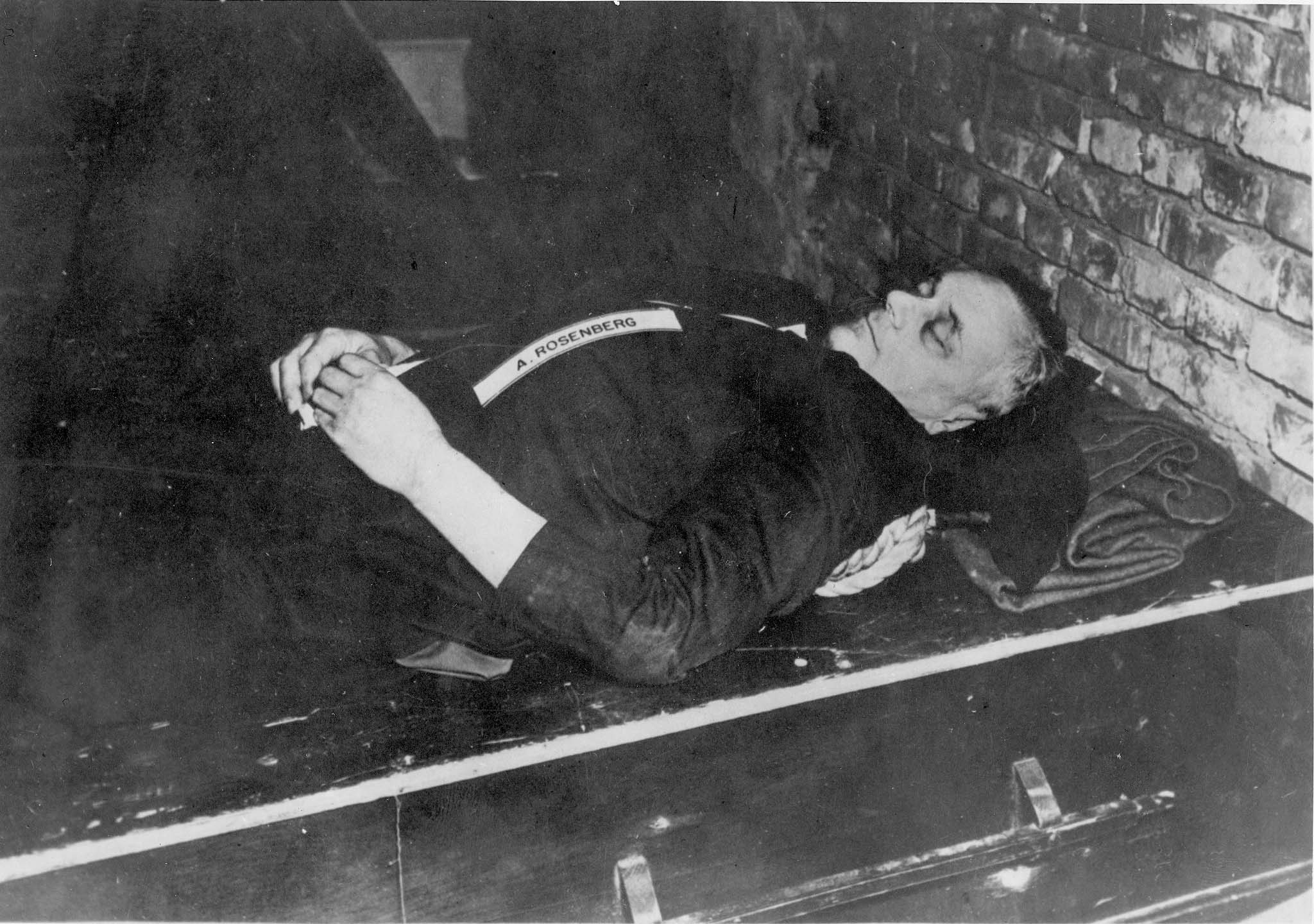
Alfred Rosenberg.
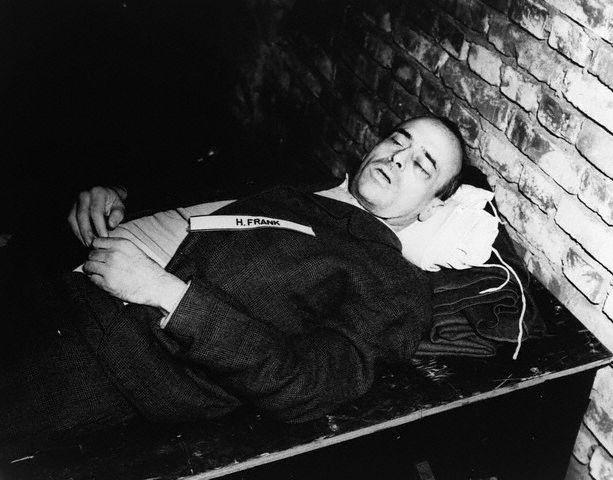
Hans Frank.
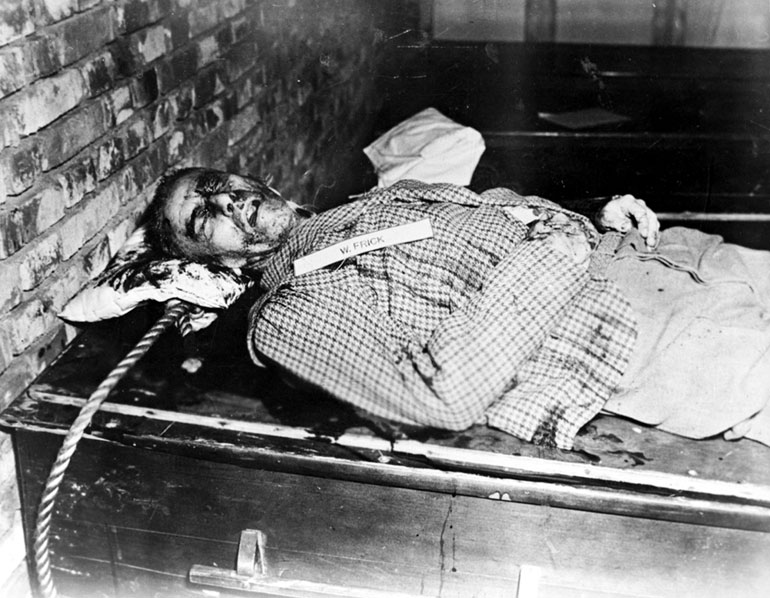
Wilhelm Frick.
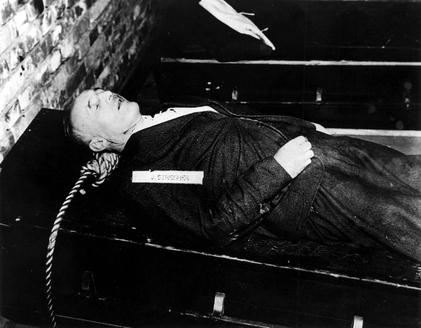
Julius Streicher.
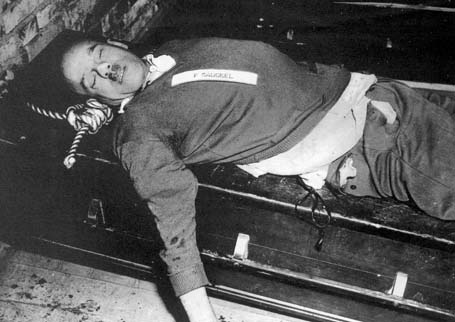
Fritz Sauckel.
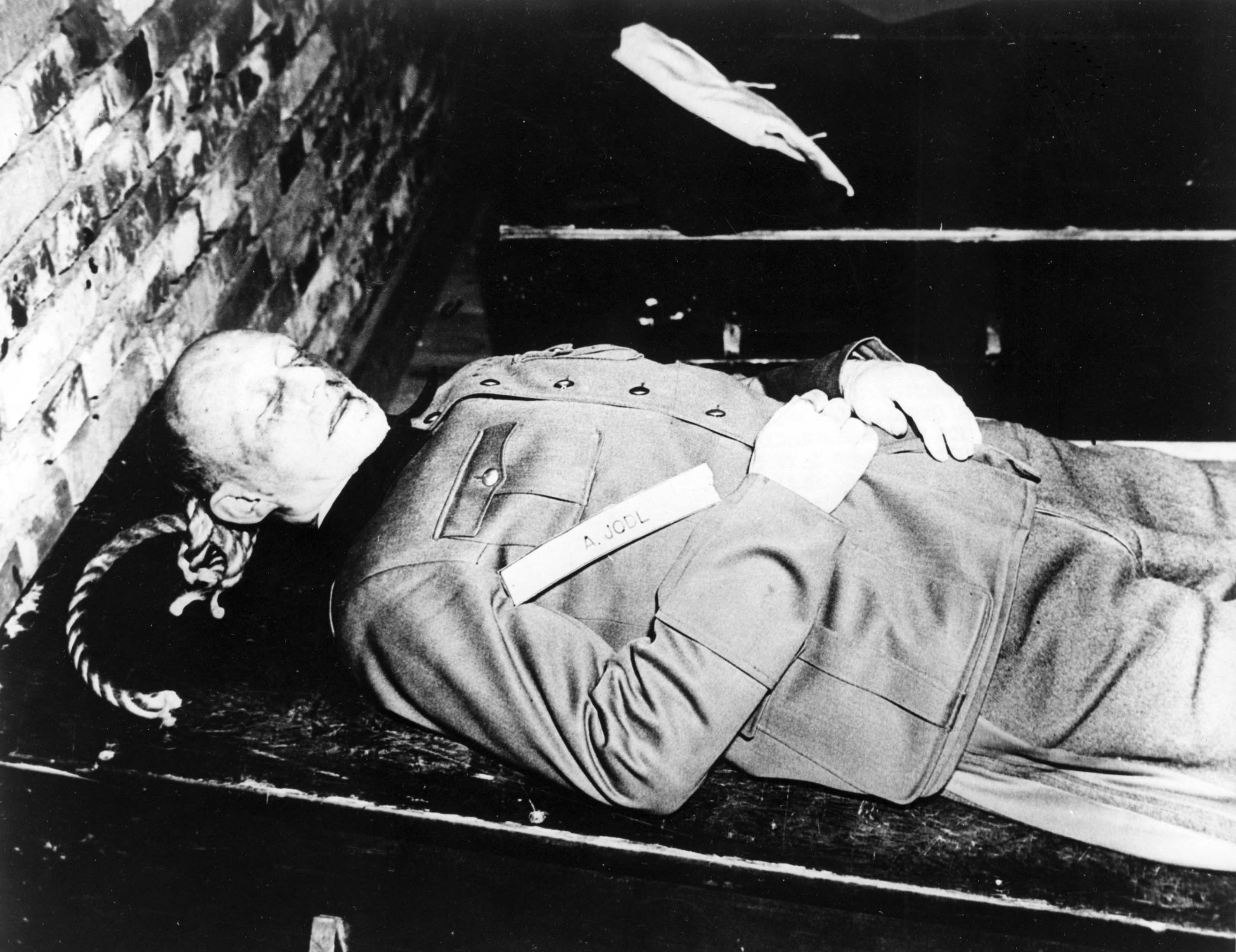
Alfred Jodl.
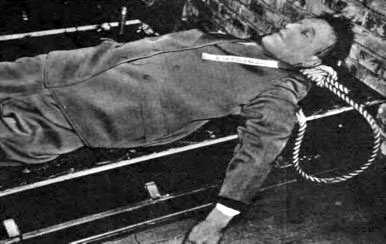
Arthur Seyss-Inquart.